# Francesca Michieletto
Francesca Michieletto (Trento, 10 settembre 1997) è una pallavolista italiana, schiacciatrice della Megavolley.

## Biografia
È figlia dell'ex pallavolista Riccardo Michieletto, mentre sua mamma Eleonora era una cestista: ha un fratello e una sorella, Alessandro e Annalisa, entrambi pallavolisti, e un altro fratello, Andrea.

## Carriera

### Club
La carriera di Francesca Michieletto inizia nella stagione 2013-14 nell'Argentario, in Serie B2; in quella 2015-16 si trasferisce alla Trentino Rosa, in Serie A2, a cui resta legata per tre annate, per poi accasarsi, per il campionato 2018-19, al Montecchio Maggiore.
È sempre nella serie cadetta nella stagione 2019-20 con il CUS Torino, in quella 2020-21 con la Futura Giovani e in quella 2021-22 con l'Helvia Recina, con cui conquista la promozione in Serie A1: tuttavia nell'annata successiva resta in Serie A2 vestendo la maglia della Trentino, ottenendo una nuova promozione e il riconoscimento di MVP, esordendo poi nella massima divisione per il campionato 2023-24 con lo stesso club.
Nella stagione 2024-25 viene ingaggiata dalla Megavolley, in Serie A1.

## Palmarès

### Premi individuali
- 2023 - Serie A2: MVP